# プーラ (イタリア)
プーラ（イタリア語: Pula）は、イタリア共和国サルデーニャ自治州カリャリ県にある、人口約7,300人の基礎自治体（コムーネ）。

## 地理

### 位置・広がり

#### 隣接コムーネ
隣接するコムーネは以下の通り。括弧内のSUは南サルデーニャ県所属を示す。
- ドームス・デ・マリーア (SU)
- サンタディ (SU)
- サッロク
- テウラーダ (SU)
- ヴィッラ・サン・ピエトロ